# Supremo ciambellano imperiale
Il Supremo ciambellano imperiale (in tedesco: Hofkämmerer o Obersthofkämmerer) era il ciambellano della corte imperiale del Sacro Romano Impero.
Originariamente, la figura del supremo ciambellano imperiale era responsabile degli abiti, dei gioielli e della borsa privata dell'imperatore del Sacro Romano Impero. Col tempo la carica rimase comunque a disposizione del sovrano come responsabile dei suoi affari privati, sovrintendendo ai camerieri, ai medici, ai gioiellieri e a tutte le persone che entravano direttamente in contatto quotidianamente col monarca. Nell'Ottocento il supremo ciambellano imperiale divenne anche responsabile delle collezioni storico-artistiche e numismatiche di corte.

## GliHofkämmererennel Sacro Romano Impero
- 1527–1551 Nikolaus von Salm
- 1551-1553/1558 Martín de Guzmán († dopo il 1564) - con Ferdinando I
- 1563 Cipriano d'Arco
- 1564 Leonard von Harrach
- 1564 - 1575 Adam von Dietrichstein
- 1575 - 1576 (dicembre) / Autunno 1600 / 1587 Wolfgang Rumpf von Wielross (Wuelrossu)
- 1600-1603 Petr Mollart von Mollart († 1603)
- 1603 Carlo I del Liechtenstein
- 1603-1606 Bedrich von Fürstenberg (1563–1618)
- 1604–1606 Vilém Slavata von Chlum und Košumberek
- 1606 (1 maggio) – 1612 (20 gennaio?) Oldřich Desiderius Pruskovský von Pruskov (1570 – 16 febbraio 1618)
- 1612 Maximilian von und zu Trauttmansdorff
- 1612-1619 (20 marzo?) Leonard Helfried von Meggau (1577 Kreuzen - 23 aprile 1644 Greinburg)
- 1619–? Balthasar von Thannhausen
- 1627/1628–1635 (15 febbraio) Johann Jacob Kiesel (Khiesl) von Gottschee
- 1635/1637 – 1650/1651 Johann Rudolph Puchheim (intorno al 1600 – 17/01/1651 Vienna)
- 1652-1655 Maximilian von Wallenstein († 1655)
- 1655–1661 Annibale Gonzaga (1602–1668)
  - 1657–1661 Johann Ferdinand Porcia, amministratore dell'ufficio
- 1661-1675 Johann Maximilian von Lamberg (23/28 novembre 1608 Brno - 12/15 dicembre 1682 Vienna)
- 1675–1690 Gundakar von Dietrichstein (9/12/1623 – 25/1/1690, Augusta)
- 1690-1702 Karl Ferdinand von Wallenstein (1634–1702)
- 1702–1703 Johann Leopold von Trautson (1659–1724)
- 1703–1705 Heinrich Franz von Mansfeld (1640–1715)
- 1705-1709 Johann Leopold von Trautson (1659–1724)
- 1709-1711 Karl Anton von Waldstein (4 maggio 1661 Dobrovice / Vienna ? - 7 gennaio 1713 Vienna)
- 1711-1724 Rudolph Sigmund von Sinzendorf-Thannhausen (1670–1747)
- 1724-1740 Johann Kaspar II von Cobenzl (1664-1742)
- 1741–1742 Ferdinand Leopold von Herberstein (1695–1744)
- 1743/1745–1765 Johann Joseph von Khevenhüller-Metsch (3.7.1706 Vienna – 18.4.1776 Vienna)
- 1765–1769 Anton Karl von Salm-Reifferscheidt (2/6/1720 Vienna - 4/5/1769 Laeken (Bruxelles))
- 1770–1775 Heinrich Josef von Auersperg (24/06/1697 Vienna - 9/02/1783 Vienna)
- 1775–1796 Franz Xaver von Orsini-Rosenberg (1723–1796)
- 1796–1806 Franz de Paula von Colloredo-Waldsee (1736–1806)
- 1806-1823 Rudolf von Wrbna und Freudenthal (23 luglio 1761 Vienna - 30 gennaio 1823 Vienna)
- 1824–1845 Johann Rudolph Czernin von und zu Chudenitz (Vienna 09.06.1757 – Vienna 23.04.1845)
- 1845–1848 Maurizio di Dietrichstein (19 febbraio 1775 Vienna - 27 agosto 1864 Vienna)
- 1849–1863 Karel Lanckoroński-Brzezie (1799–1863)
- 1863–1867 Vinzenz Karl von Auersperg (15/07/1812 Dornbach, Vienna - 07/07/1867 Hietzing)
- 1867–1884 Franz Folliot de Crenneville (1815–1888)
- 1884–1896 Ferdinand von Trauttmansdorff-Weinsberg (27/06/1825 Vienna – 12/12/1896 Friedau bei Castel St. Pölten)
- 1897-1904 Hugo von Abensperg-Traun (20 settembre 1828 Vienna - 3 agosto 1904 Maissau, Bassa Austria)
- 1904–1913 Leopold Gudenus (15.9.1843 Mühlbach – 1.10.1913 Ulrichskirchen)
- 1913-1916 Karel Antonín Lanckoroński-Brzezie (1848-1933)
- 1916-1918 Leopold Berchtold (18/4/1863 Vienna - 21/11/1942 Peresznye presso Sopron)